# Abdoul Coulibaly
Abdoul Karim Coulibaly (Bamako, 23 dicembre 2000) è un cestista maliano.

## Carriera

### Nazionale
Con la nazionale Under-18 maliana ha vinto i Campionati africani del 2018, venendo anche incluso nel miglior quintetto della manifestazione; nel 2019 ha partecipato al Mondiale Under-19, concluso al secondo posto finale.
Nel 2021 è stato convocato con la nazionale maliana per il Campionato africano.